# Suessland
Suessland is een schiereiland in Nationaal park Noordoost-Groenland in het oosten van Groenland. Het is een van de schiereilanden in het fjordensysteem van het Koning Oscarfjord.
Het schiereiland is vernoemd naar Eduard Suess.

## Geografie
Het schiereiland wordt in het westen begrensd door Kjerulffjord, in het noorden door het Keizer Frans Jozeffjord, in het noordoosten door Antarctic Sund, in het oosten Koning Oscarfjord, in het zuidoosten door het Kempefjord en in het zuidwesten door het Dicksonfjord. In het westen is het schiereiland verbonden met Goodenoughland over een afstand van ongeveer tien kilometer.
Aan de overzijde van het water ligt in het westen Goodenoughland, in het noordwesten Frænkelland, in het noorden Andréeland, in het noordoosten Ymer Ø, in het oosten Geographical Society Ø, in het zuidoosten Ella Ø, in het zuiden Lyellland en in het zuidwesten Gletscherland.

### Gletsjers
Het schiereiland heeft verschillende gletsjers waaronder de Fulachgletsjer en de Sonklargletsjer. In het uiterste zuidwesten mondt de Hisingergletsjer uit in het Dicksonfjord.